# Restarzew Cmentarny
Restarzew Cmentarny – wieś w Polsce położona w województwie łódzkim, w powiecie łaskim, w gminie Widawa. Leży nad rzeką Widawką.
W latach 1975–1998 miejscowość administracyjnie należała do województwa sieradzkiego. Część tej wsi nosi nazwę Restarzew Poduchowny.
Przez miejscowość przebiega droga wojewódzka nr 480.
W Liber beneficiorum archidyecezyi gnieźnieńskiej Jana Łaskiego znajduje się informacja, że wieś była własnością arcybiskupów gnieźnieńskich, którzy tu wybudowali, wyposażyli i uczynili parafialnym (według tradycji) kościół modrzewiowy już w XII w. Akta konsystorza gnieźnieńskiego w 1 poł. XV w. określają go jako „dawny”. Obecny kościół, murowany z 1924, posiada trzy ołtarze późnobarokowe. Z poprzedniego kościoła została przeniesiona renesansowa płyta nagrobna z 1576 z płaskorzeźbioną postacią Dziedziczki z Sarnowa. Na płycie jest również wyrzeźbione dziecko oraz herb Jastrzębiec i napis.